# Nibble
Um nibble ou nyble é uma sucessão de quatro cifras binárias (bits). 1 Nibble = 4 bits, 2 Nibble = 1 Byte = 8 bits, 4 Nibble = 1 Word = 2 Bytes = 16 bits. A sua importância deve-se ao fato de que 4 é o número mínimo de algarismos binários necessários para representar uma cifra decimal. Os nibbles são, portanto, a base do sistema de codificação BCD, que representa números decimais como sucessões de nibbles que representam as cifras destes. Por exemplo, tendo a seguinte correspondência entre as dez cifras decimais e suas correspondentes representações binárias:
| 0000 = 0 |
| 0001 = 1 |
| 0010 = 2 |
| 0011 = 3 |
| 0100 = 4 |
| 0101 = 5 |
| 0110 = 6 |
| 0111 = 7 |
| 1000 = 8 |
| 1001 = 9 |
| -------- |

É possível codificar números decimais em BCD da seguinte forma:
| 0100 0010 = 42 |
| 0010 0000 1001 = 209 |
| 0001 0100 1001 = 149 |
| 0011 1001 0110 = 396 |
| 0001 0000 0001 = 101 |
| 0011 0101 0100 = 354 |
| 0001 0110 0100 = 164 |
| 0010 0011 1001 0100 0111 0010 1000 0011 0100 0111 0010 0011 1000 0100 0111 1001 1000 0010 0011 0111 0100 1000 1001 0010 0011 = 2394728347238479823748923 |
| --- |

Em inglês, há um jogo de palavras gastronômico com nibble (que significa "mordida pequena"), em comparação com bite/byte (mordida) e bit (parte pequena).